# القوات الجوية الشعبية الفيتنامية
القوات الجوية الشعبية الفيتنامية (بالفيتنامية: Không quân nhân dân Việt Nam) وتختصر إلى (KQNDVN)، وتشير رسمياً إلى نفسها باسم الدفاع الجوي - القوات الجوية 
(بالفيتنامية: Quân chủng Phòng không - Không quân (PKKQ)) والتي تعني حرفياً خدمة الدفاع الجوي - سلاح الجو أو ببساطة القوات الجوية الفيتنامية (Không quân Việt Nam (KQVN))، هي فرع خدمة الحرب الجوية في فيتنام. تعد امتداداً للقوات الجوية الفيتنامية الشمالية السابقة، كما أنها ضمت القوات الجوية الفيتنامية الجنوبية بعد إعادة توحيد فيتنام في 1975 وهي واحدة من ثلاثة فروع رئيسية للجيش الشعبي الفيتنامي، الذي يخضع لسيطرة وزارة الدفاع الوطني. تتمثل المهمة الرئيسية للقوات الجوية الشعبية الفيتنامية في الدفاع عن المجال الجوي الفيتنامي وتوفير غطاء جوي لعمليات الجيش الشعبي الفيتنامي.

## وصلات خارجية
- انتصارات فيتنام الجوية
- أبطال الجو الفيتناميون
- متحف القوات الجوية الفيتنامية
- أبطال الجو لفيتنام الشمالية